# Kornelia Smalla
Kornelia Smalla (* 1956) ist eine Chemikerin und Biotechnologin im Julius Kühn-Institut Braunschweig sowie Hochschullehrerin für Mikrobiologie an der Technischen Universität Braunschweig.

## Leben und Wirken
Nach der Schulausbildung erfolgte das Studium der Chemie an der Martin-Luther-Universität Halle-Wittenberg (1975–1980) mit Diplom als Chemikerin. Smalla wurde Wissenschaftliche Mitarbeiterin im Institut für Biochemie in der Medizinischen Fakultät der gleichen Universität mit Promotion zum Dr. rer nat in Biochemie 1985 sowie Habilitation mit Venia legendi in Mikrobiologie 1999.
1984–1991 war Smalla Leiterin des Referenzlabors für hygienische Risiken biotechnologischer Verfahren am Bezirkshygieneinstitut Magdeburg. 1991–2007 war sie wissenschaftliche Mitarbeiterin in der Biologischen Bundesanstalt für Land- und Forstwirtschaft in Braunschweig, seit 2008 ist sie in der Nachfolgeeinrichtung: Julius Kühn-Institut, Bundesforschungsinstitut für Kulturpflanzen, am Institut für Epidemiologie und Pathogendiagnostik als Leiterin der Arbeitsgruppe für mikrobielle Ökologie und bakterielle Phytopathogene tätig.
Seit 2006 ist Smalla Außerplanmäßige Professorin für Mikrobiologie an der TU Braunschweig. Sie erhielt eine Ehrenpromotion in Agrarwissenschaften der Schwedischen Landwirtschafts-Universität in Uppsala. Im EU-Projekt Biofector vertritt sie ihr Fachgebiet strukturelle und funktionelle Diversität mikrobieller Gemeinschaften und deren zusammenwirken in der Rhizosphäre.

## Arbeitsgebiete
- Entwicklung und Nutzung molekularer kultivierungsabhängiger und kultivierungsunabhängiger Nachweismethoden für bakterielle Pathogene
- Epidemiologie bakterieller Pathogene mit Hilfe molekularer Nachweismethoden
- Interaktion von Antagonisten, Pathogenen und mikrobiellen Gemeinschaften in der Rhizosphäre
- Effekte von Boden, Pflanzenart und Sorte, landwirtschaftlicher Praxis  auf die strukturelle und funktionelle Diversität mikrobieller Gemeinschaften in der Rhizosphäre
- Anpassung und Diversifizierung von Bakterien (u. a. bakteriellen Pathogenen) durch Plasmide
- Ökologie bakterieller Resistenzgene.

## Würdigung
Seit 1991 forscht Kornelia Smalla in ihrem Spezialbereich der Mikrobiellen Ökologie am Julius Kühn-Institut (JKI) bzw. dessen Vorgängerorganisation, der Biologischen Bundesanstalt für Land- und Forstwirtschaft. Ihre Forschungsschwerpunkte umfassen unter anderem die Wechselwirkungen von Pathogenen und ihren Antagonisten im Wurzelraum der Pflanzen und die Vielfalt der mikrobiellen Gemeinschaften in der Rhizosphäre insgesamt. Dabei geht es auch um die Effekte, die von Böden, Pflanzenart, Sorte und landwirtschaftlicher Bearbeitung bzw. Nutzung auf die strukturelle und funktionelle Diversität mikrobieller Gemeinschaften ausgehen. Hierzu entwickelt und nutzt Kornelia Smalla molekulare Nachweismethoden. Die Ergebnisse ihrer Arbeiten haben maßgeblich dazu beigetragen, das Bodenmikrobiom von Kulturpflanzen besser zu verstehen.

## Mitgliedschaften
- Mitglied in der Vereinigung für allgemeine und angewandte Mikrobiologie (VAAM)
- American Society for Microbiology
- International Society for Microbial Ecology (ISME)
- SETAC
- Deutsche Phytomedizinische Gesellschaft (DPG)
- Editor von
  - FEMS Microbiology Ecology
  - Frontiers in Microbiology
  - BMC Microbiology
- Editorial board:
  - Applied and Environmental Microbiology
  - ISME Journal
- Ad-hoc-reviewer für diverse Fachzeitschriften:
  - Microbial Ecology,
  - Soil Biology and Biochemistry,
  - Plasmid,
  - Microbiology,
  - Applied Soil Ecology,
  - New Phytologist,
  - Environmental Microbiology

## Auszeichnungen
- Ehrenpromotion der Schwedischen Universität für Agrarwissenschaften in Uppsala in (2011)
- Ehrennadel des Julius Kühn-Instituts (2016)
- Wissenschaftspreis der Deutschen Phytomedizinischen Gesellschaft e.V. (DPG) überreicht durch Johannes Hallmann (2017)[5]

## Veröffentlichungen (Auswahl)
- Kornelia Smalla ist an 187 Publikationen beteiligt die 10.407 mal zitiert wurden; ihr h-Index beträgt 52 (8/2016)
- Link zur Publikationsauswahl von Kornelia Smalla